# 田中あゆみ
田中 あゆみ（たなか あゆみ）は、実業家。学位は学士（デジタルコンテンツ）（デジタルハリウッド大学・2023年）。
品川女子学院を卒業後、一般社団法人lightfulを発起し、公教育における後進育成や労働環境をより良くしていくため、現場と人に主軸を置いたアプローチを模索している。

## 人物
大学時代、映像が好き、3DCGが好き、とにかくクリエイティブなことがしたいという学生が多い中で、一人「社会のためにどうすればいいのか」に向き合っていたから、大学1年生の時は居心地が悪いと感じていた。
自身も、3DCG、デザイン、プログラミングなど一通りの基本的なことには触れてきたが結果としてどれもできなかった。

## 出演

### テレビ
- リケンテクノスPresents『夢らぼ』（2020年5月16日、BS12トゥエルビ）[4]

### インターネットメディア
- 「人と仕事」の教育メディア（2022年10月12日）[5]

### イベント
- タブー教育サミット[6]